# Jean de Vienne de Hautefeuille
Jean de Vienne de Hautefeuille, né le 2 avril 1877 à Douai (Nord) et mort le 21 septembre 1957 à Paris 6e, est un missionnaire catholique qui fut le premier évêque diocésain de Tientsin en Chine.

## Biographie

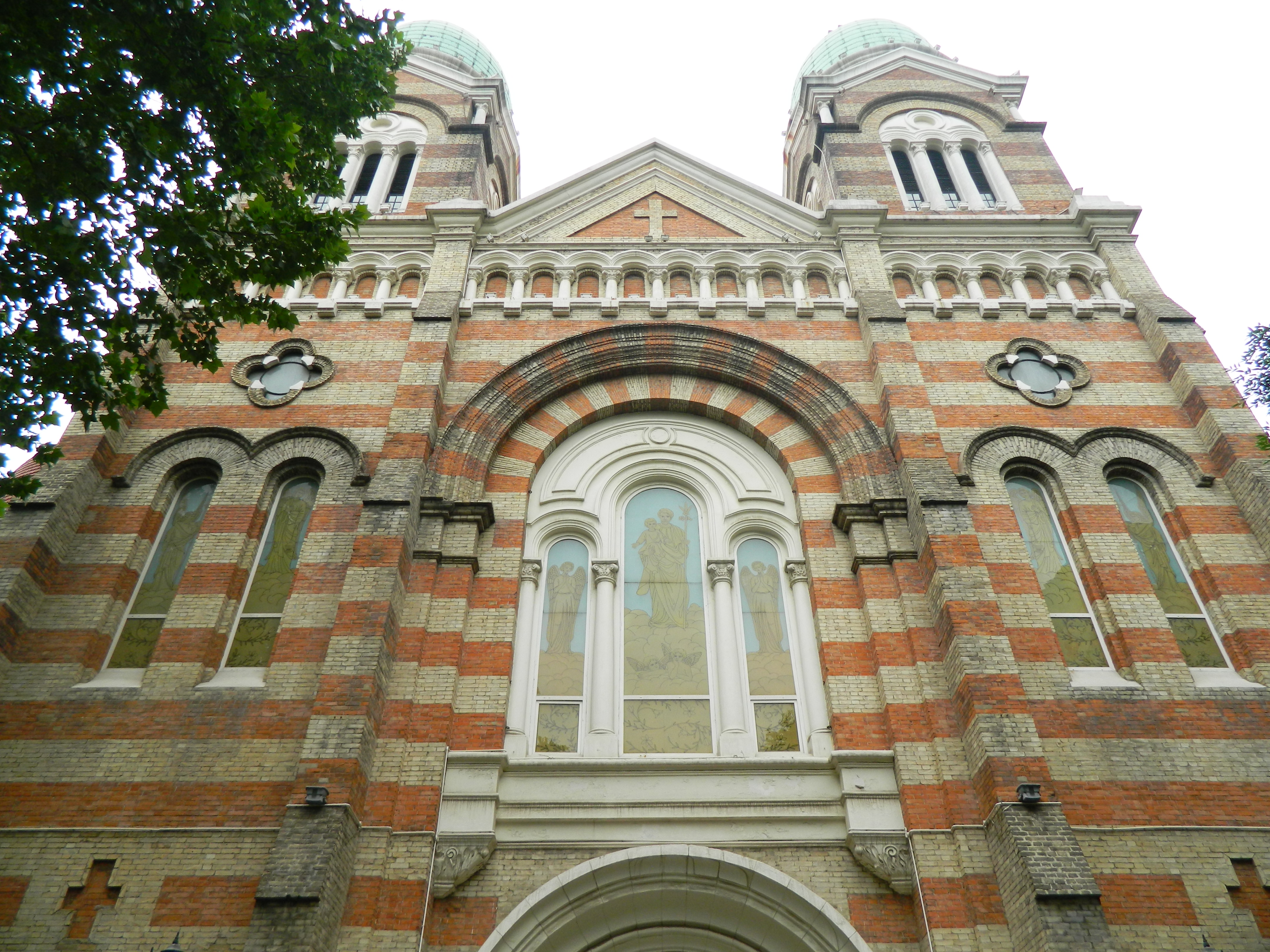
Cathédrale de Tientsin

Jean de Vienne de Hautefeuille est né le 2 avril 1877 à Douai (Nord), il est ordonné le 9 juin 1900 chez les lazaristes.
Jean de Vienne est envoyé en 1901 dans le nord de la Chine, après la révolte des Boxers et missionne dans le Tché-Li. Il est nommé évêque in partibus d'Abrittum (de), le 10 août 1915, et nommé évêque coadjuteur du vicariat apostolique du Tché-Li occidental-méridional. Il reçoit la consécration épiscopale des mains de Mgr Stanislas Jarlin, le 21 novembre 1915 pour la région de Tchengting-fou, avec comme co-consécrateurs Ernest François Geurts et Joseph-Sylvain-Marius Fabrègues (zh). Mgr de Vienne de Hautefeuille est nommé vicaire apostolique du Tché-Li occidental-méridional, le 4 février 1917 et, deux ans plus tard, il est nommé coadjuteur du Tché-Li septentrional, puis administrateur du Tché-Li maritime, le 22 juillet 1920, dont le siège est à Tientsin. Il en devient le vicaire apostolique, le 12 juin 1923, succédant à Mgr Dumond, cm. Lorsque le territoire est élevé au rang de diocèse par la bulle de Pie XII Quotidie Nos, il en devient le premier évêque diocésain.
En 1946 lors du prise de pouvoir des communistes chinois, (Mao Tse Tong) les prêtres catholiques chinois sont exécutés et les prêtres et évêques catholiques étrangers sont mis en détention avec interdiction de quitter la Chine. En 1951 après un accord entre le Vatican et la République Populaire de Chine, tous les prêtres et évêques étrangers sont autorisés à quitter le pays. Monseigneur de Vienne rentrera en France vers le mois de Juin 1951.
Jean de Vienne prend sa retraite le 14 juin 1951 et est nommé évêque in partibus d'Abora (de), où il meurt le 21 septembre 1957 dans le 6e arrondissement de Paris dans le siège des lazaristes à Paris

## Succession apostolique
Jean de Vienne de Hautefeuille a ordonné les évêques suivants :
- Évêque Job Chen Qiming (no), C.M. (1939)